# Миа Коту
Миа Коту (на португалски: Mia Couto) е мозамбикски журналист, биолог, поет и писател на произведения в жанра драма, лирика, исторически роман и документалистика.

## Биография и творчество
Миа Коту, с рождено име Антонио Емилио „Миа“ Лейте Коту, е роден на 5 юли 1955 г. в Бейра, Мозамбик. Син е на португалски емигранти в Мозамбик. Има двама братя. Прякорът му Миа е от детството му. Баща му е администратор в железопътната система, който също пише поезия и служи като редактор на вестник. Когато е на 14 години, стихове на Миа Коту са публикувани в местния вестник Notícias da Beira. През през 1971 г. се мести в столицата Лоренсо Маркес (сега Мапуто) и следва три години медицина в Университета на Лоренсо Маркес (сега Университет „Едуардо Мондлейн“). През това време става сподвижник на антиколониалното партизанско и политическо движение FRELIMO, което се бори да свали португалското колониално управление в Мозамбик.
През април 1974 г., след Революцията на карамфилите в Лисабон и свалянето на режима Нова държава, Мозамбик тръгва по пътя на независимостта. Същата година, по покана на FRELIMO, Коту прекъсва следването си и работи като журналист за вестник Tribuna до септември 1975 г., а след това като директор на новосъздадената информационна агенция на Мозамбик (AIM). В периода 1978 – 1981 г. ръководи седмичното списание Tempo. Като журналист пътува из страната събирайки истории и свидетелства за последиците от Гражданската война в Мозамбик (1977 – 1991).
Първата му книга, стихосбирката Raiz de Orvalho (Коренът на росата), е издадена през 1983 г. и включва текстове, насочени срещу господството на марксистката войнстваща пропаганда, първата му книга, сборникът с разкази „Нощни гласове“ (Vozes Anoitecidas) е издаден през 1985 г. До 1985 г. работи за вестник Notícias, след което подава оставка, за да завърши следването си по биология в университета „Едуардо Мондлан“. След дипломирането си през 1989 г. работи като преподавател в университета. По-късно работи като биолог в Трансграничен парк Лимпопо на река Лимпопо, където ръководи оценката на въздействието върху околната среда и управлението на крайбрежните зони към компания IMPACTO, на която е съосновател.
Първият му роман „Земята на сомнамбула“ (Terra Sonâmbula) е издаден през 1992 г. През 1995 г. романът получава Национална литературна награда на Мозамбик и наградата за най-добра книга в Бразилия от Асоциация на критиците на изкуството в Сао Пауло, а по-късно е определен от Международното жури на Международния панаир на книгата в Зимбабве като част от 12-те най-добри африкански книги на 20-и век.
През 1998 г. е избран за член на Бразилската литературна академия, като става първият африкански писател, удостоен с тази чест. Същата година е удостоен с португалското отличие Командор на Ордена Сантяго. През 1999 г. получава наградата „Вирджилио Ферейра“ за цялостно творчество. През 2002 г. получава наградата „Африка днес“, а през 2005 г. наградата за независима чуждестранна книга в Англия. През 2007 г. получава наградата „Пасу Фундо“ за романа „Другият крак на русалката“ (O Outro Pé da Sereia) за най-добър роман на португалски език. Същата година става първият африкански автор, спечелил престижната награда на Латинския съюз за романски езици, която се присъжда ежегодно в Италия.
През 2013 г. писателят получава престижната награда „Камоинш“ за цялостно творчество на португалски език, а през 2014 г. Международната литературна награда „Нойщат“.
Трилогията му от исторически романи „Пясъците на императора“ (2015 – 2017) преразказва историята на войната срещу португалската империя, крал Нгунгуняне и империята Газа в края на деветнадесети век в Мозамбик (1894 – 1996). В тях се опитва да опише истинската история, която преди това е митологизирана от португалските колонизатори, а след това от борците за освобождение на Мозамбик.
Неговото творчество е силно повлияно от магическия реализъм, стил, популярен в съвременната латиноамериканска литература, а използването му на езика е изобретателно и оригинално, смесвайки европейския език с богатите устни традиции на Мозамбик и коренните езици на банту и суахили.
Миа Коту живее със семейството си в Мозамбик.

## Произведения

### Самостоятелни романи
- Terra Sonâmbula (1992) – национална литературна награда на Мозамбик[1][2][4]
- A Varanda do Frangipani (1996)
- Mar Me Quer (1998)
- Vinte e Zinco (1999)
- O Último Voo do Flamingo (2000)
- Um Rio Chamado Tempo, uma Casa Chamada Terra (2002)
- A Chuva Pasmada (2004)
- O Outro Pé da Sereia (2006) – награда „Пасу Фундо“
- Venenos de Deus, Remédios do Diabo (2008)
- Jesusalém (2009) – издаден и като Antes de Nascer o Mundo
- A Confissão da Leoa (2012)

### Серия „Пясъците на императора“ (As Areias do Imperador)
поредицата получава френската награда „Албер Бернар“ през 2021 г.
1. Mulheres de Cinza (2015)[1][3]
2. A Espada e a Azagaia (2016)
3. O Bebedor de Horizontes (2017)

### Сборници
- Vozes Anoitecidas (1986)[1][2][4]
- Cada Homem é uma Raça (1990)
- Estórias Abensonhadas (1994)
- Contos do Nascer da Terra (1997)
- Na Berma de Nenhuma Estrada (2001)
Край никой път в сборника „Край никой път“, изд.: „Жанет 45“, Пловдив (2021), прев. Даринка Кирчева
- O Fio das Missangas (2003)
Наниз от мъниста в сборника „Край никой път“, изд.: „Жанет 45“, Пловдив (2021), прев. Даринка Кирчева

### Поезия
- Raiz de Orvalho (1983)[1][2][4]
- Tradutor de Chuvas (2011)

### Детска литература
- O Gato e o Escuro (2001)[1]
- O Beijo da Palavrinha (2008)

### Документалистика
сборници от публикации в мозамбикски седмичници
- Cronicando (1991)[1]
- O País do Queixa Andar (2003)
- Pensatempos. Textos de Opinião (2005)

### Екранизации
- Fogata (1992) – по разказа A Fogueira
- Africa Dreaming (1997) – тв сериал, 1 епизод
- Sidney Poitier na Barbearia de Firipe Beruberu (2001) – късометражен
- A Jóia de África (2002) – тв сериал, сътрудник
- As muxicas (2002) – късометражен
- Tatana (2005) – сценарий
- Um Rio Chamado Tempo, uma Casa Chamada Terra (2005) – по романа
- Terra Sonâmbula (2007)
- O Último Voo do Flamingo (2010) – по романа
- Inversos (2012) – късометражен
- Mabata Bata (2017) – история